# Nordeck zur Rabenau

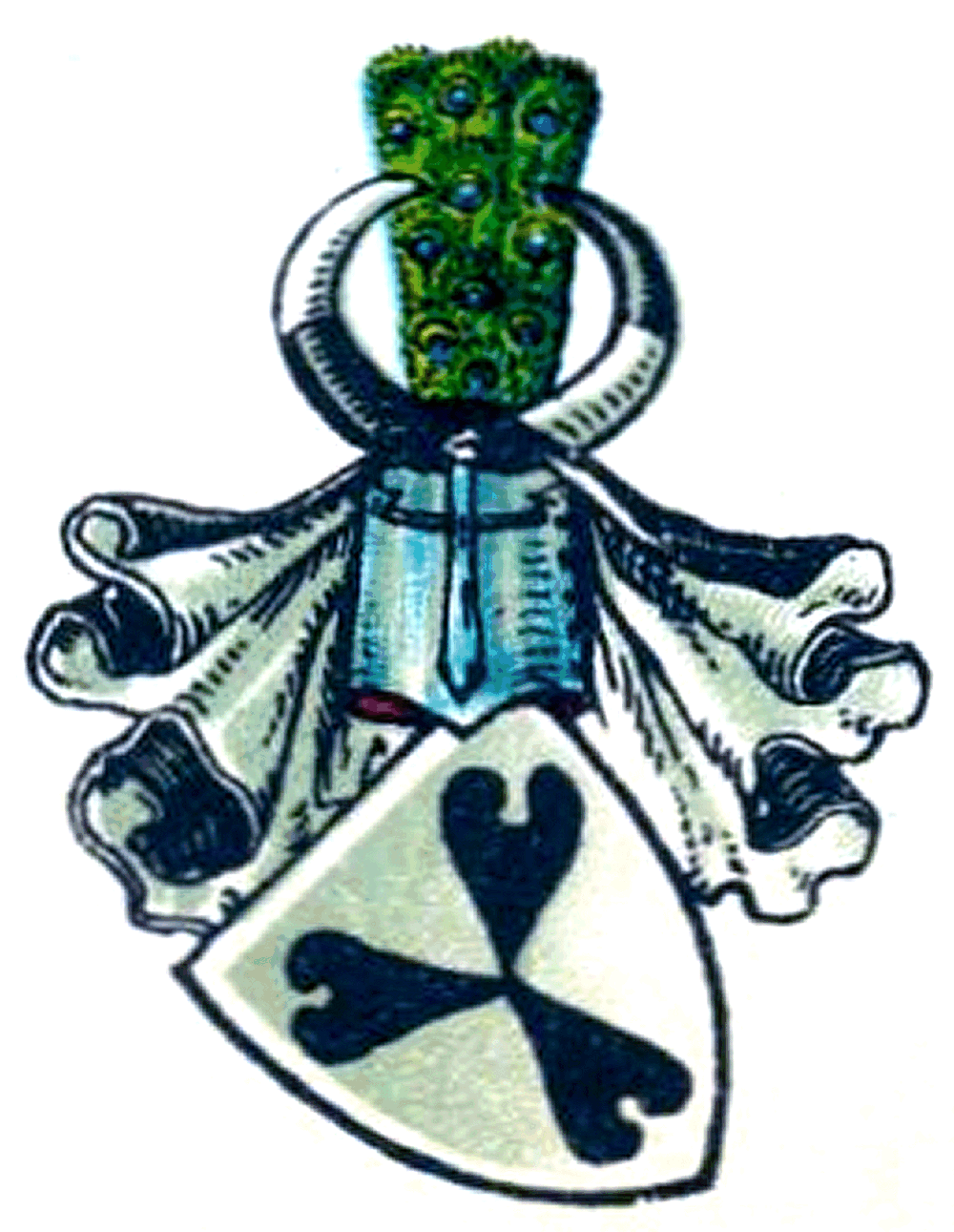
Wappen derer von Nordeck zur Rabenau

Nordeck zur Rabenau (auch Nordeck von Rabenau) ist der Name eines alten pfälzisch-hessischen Adelsgeschlechts, das zum Uradel des Lahngaues gehört. Ursprünglicher Stammsitz der Herren von Nordeck zur Rabenau war die Burg Nordeck bei Allendorf (Lumda).
Die Familie Nordeck zur Rabenau ist nicht verwandt mit dem briefadligen hessischen Adelsgeschlecht von Nordeck und dem meißnischen Uradelsgeschlecht von Rabenau. Sie führen auch alle unterschiedliche Wappen.

## Geschichte

### Herkunft
Die Burg Nordeck gehörte Anfang des 13. Jahrhunderts den Pfalzgrafen von Tübingen, die sie als Erben der Grafschaft Gießen erhielten. Sie war von Beginn an mit Burgmannen aus verschiedenen Geschlechtern besetzt, die aber gemeinsam das Wappen der Burgmannschaft führten. Burgmannen stellte unter anderen auch das bedeutende Geschlecht der Milchlinge, sie trugen den Namen als Eigen- und Beinamen, von Nordeck. Zu ihnen gehörte wahrscheinlich Walter von Nordeck, der von 1272 bis 1275 Heermeister des Schwertbrüderordens in Livland war.

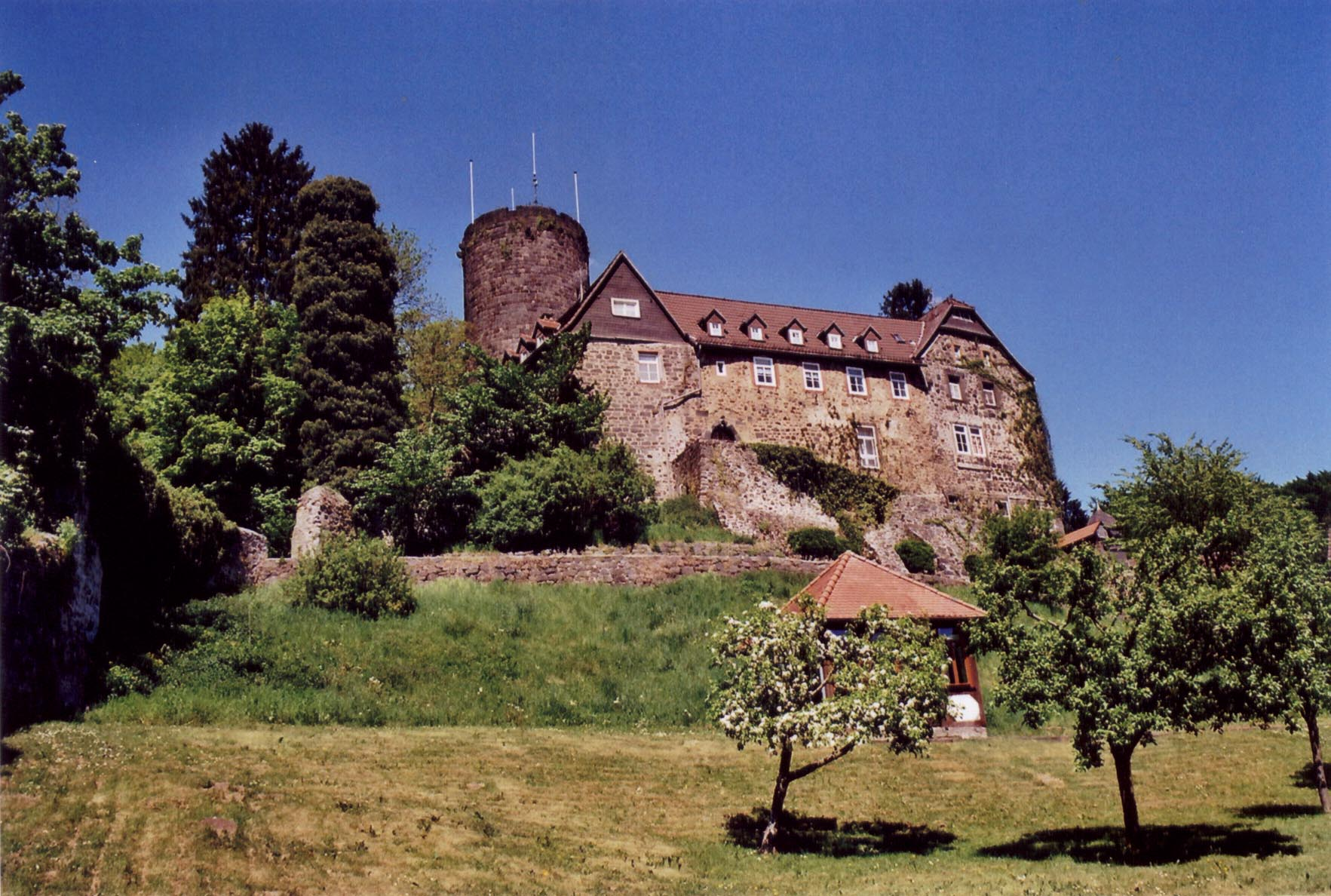
Burg Nordeck, der ursprüngliche Sitz der Burgmannschaft

Ein weiteres Geschlecht aus der Burgmannschaft nannte sich anfangs nur von Nordeck (auch Nordeckin). Angehörige dieser Familie besaßen die typischen Leitnamen Widerold und Adolf. Im Jahre 1222 erscheinen die Brüder Adolf, Walter und Gerlach von Nordeckin erstmals urkundlich. 1229 wird der Ritter Widerold (I.) von Nordeck in einer Urkunde des Pfalzgrafen Wilhelm von Tübingen genannt. Er war vermutlich ein naher Verwandter der Widerolde von Linden und Michelbach, die 1239 als Zeugen des Pfalzgrafen urkundlich genannt werden.
Seine beiden Söhne, Widerold und Adolf, treten 1263 als Bürgen der Landgräfin Sophie von Hessen, einer Tochter der Heiligen Elisabeth von Thüringen, auf.

### Ausbreitung und Besitzungen
1264 verkauften die Pfalzgrafen Gießen an den hessischen Landgrafen Heinrich I. Dieser hatte kein Interesse, den bisherigen Verteidigungszustand der Burg Nordeck aufrecht zuhalten und löste das Lehensverhältnis der Burgmannschaft auf. Die Lehen, welche die Herren von Nordeck außerhalb der Burg besaßen, und den Namen behielt aber die Familie. Adolf von Nordeck nennt sich 1274 ausdrücklich ein Sohn des Ritters Widerold I. und Vater des dritten Widerold. 1283 wurde er Amtmann des Erzbischofs von Mainz.
Ende des 13. Jahrhunderts erwarben die Herren von Nordeck bedeutende Besitzungen in der Rabenau. Dazu gehörte Londorf als Lehen der Grafen von Nassau und der Herrschaft Münzenberg. Von Hessen besaßen sie nur noch ein Vorrecht ihrer Mühle und später ein Burggesess zu Marburg.

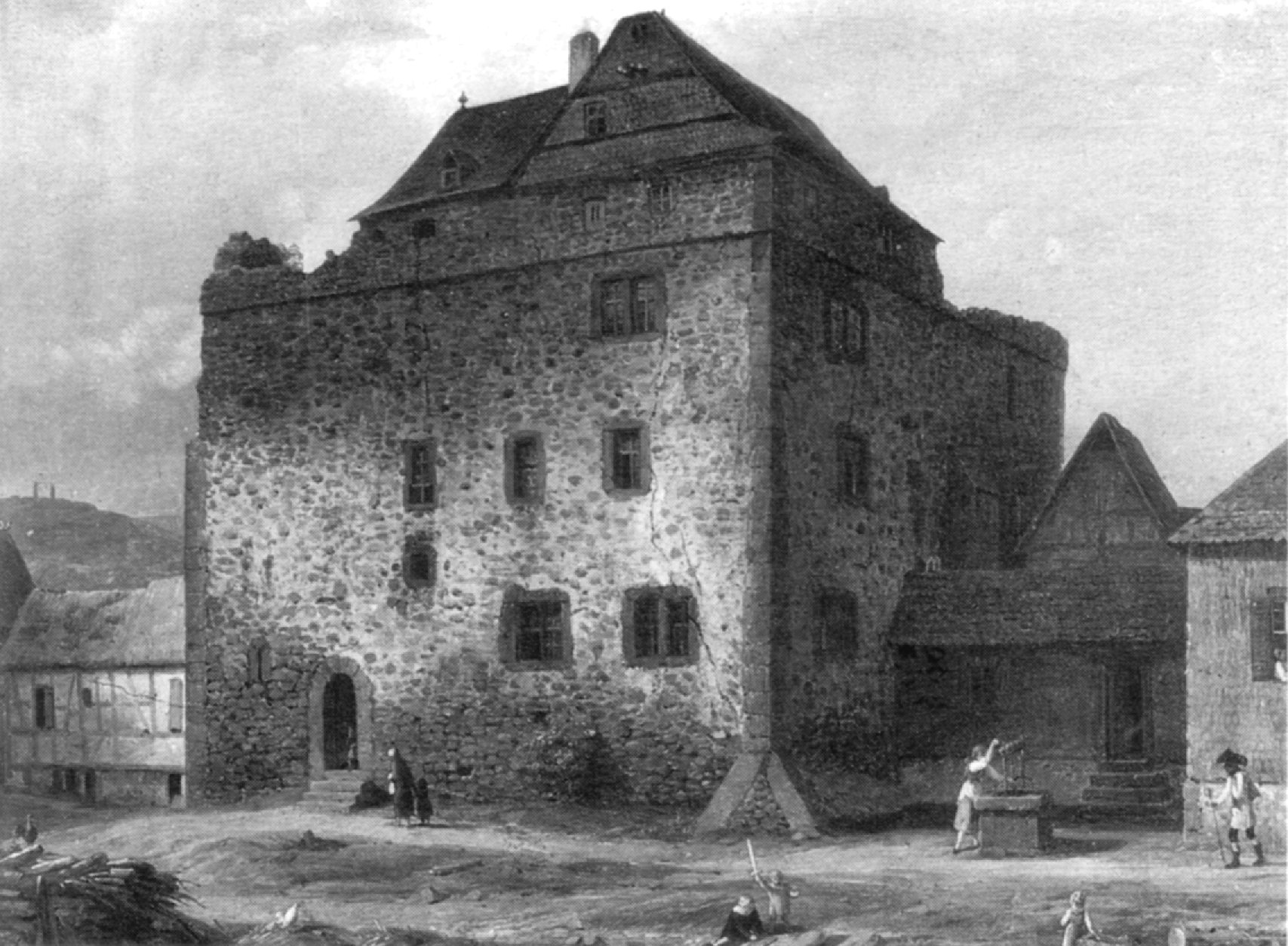
Die abgegangene Talburg in Londorf (Gemeinde Rabenau), Gemälde von Carl Engel von der Rabenau

Junckir Adolff genat von der Rabenau erscheint erstmals in einer am 18. April 1287 ausgestellten Urkunde. Er war Schultheiß des Erzbischofs von Mainz in Amöneburg und nannte sich nach der neu erbauten Talburg an der Lumda in Rabenau. Als dort ansässige Lehnsmannen des Grafen Philipp zu Nassau-Saarbrücken werden im Jahre 1367 die Brüder Adolf, Hermann und Johann von Nordeck genannt. Ein Lehenbrief von Otto zu Solms aus dem Jahre 1473 beurkundet den Nordeck zur Rabenau den Besitz der Münzbergischen Lehen. Lehensverhältnisse bestanden zu dieser Zeit auch zum Bischof von Fulda.
Nach dem Aussterben der Geschlechter von Londorf und von Nordeck-Braun erbten die Herren von Nordeck zur Rabenau deren sämtliche Besitzungen. Vermutlich infolge einer Pestepidemie gegen Ende des 15. Jahrhunderts waren alle Mitglieder der Familie bis auf Winter von Nordeck zur Rabenau gestorben. Er war Domherr zu Mainz und Köln und trat mit päpstlichem Dispens in den weltlichen Stand zurück. Später heiratete er Catharina Lutter von Losshausen und wurde Stammvater aller weiteren Nachkommen der Familie.
Anfang des 16. Jahrhunderts waren Angehörige der Familie Mitglied der Reichsritterschaft im Ritterkanton Rhön-Werra des fränkischen Ritterkreises. Außerdem waren sie Mitglied der mittelrheinischen Reichsritterschaft im Kanton Wetterau und in der Althessischen Ritterschaft.
Ende des 18. Jahrhunderts wurde ein Hausgesetz erlassen und das unveräußerliche Vermögen unter Senioratsbesitz gestellt. Dazu zählte unter anderen das Patrimonialgericht Rabenau in der Provinz Oberhessen mit den Ortschaften und Höfen Londorf, Kleinbach, Allertshausen, Kesselbach, Odenhausen, Geilshausen, Weitershausen und Rüddingshausen. Einzelne Zweige der Familie waren auch in den Landgrafschaften Hessen-Darmstadt, Hessen-Kassel und im Herzogtum Nassau besitzlich.

### Standeserhebungen
Leopold von Nordeck zur Rabenau, kursächsischer Oberst, und sein Bruder Heinrich von Nordeck zur Rabenau wurden im Jahre 1676 von Kaiser Leopold I. in den Reichsfreiherrenstand erhoben. Eine Linie wurde 1814 bei der Freiherrenklasse der Adelsmatrikel im Königreich Bayern eingetragen. Am 9. Januar 1911 erfolgte eine großherzoglich-hessische Bestätigung zur Führung des Freiherrentitels für das Gesamtgeschlecht.

## Wappen

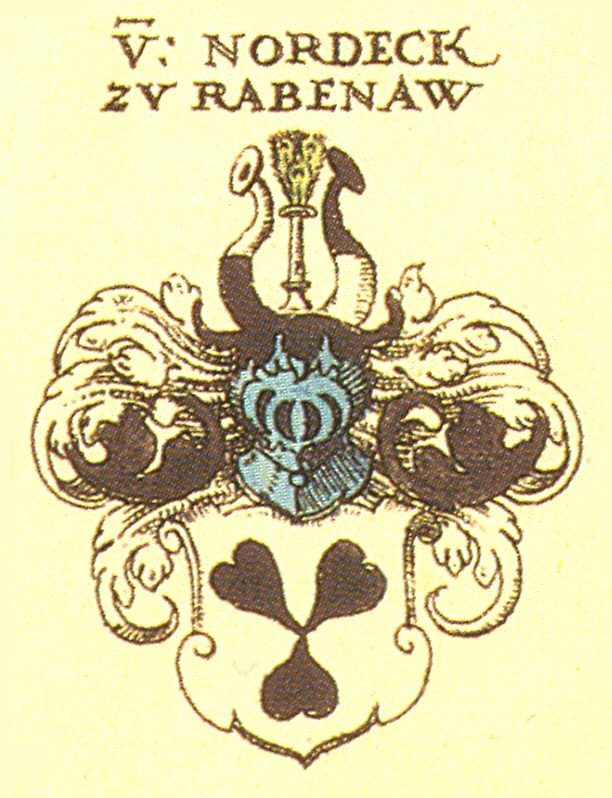
Wappen der Nordeck zur Rabenau aus Johann Siebmachers Wappenbuch

### Stammwappen
Das Stammwappen zeigt in Silber ein schwarzes Kleeblatt. Auf dem Helm eine mit einem Pfauenfederbusch besteckte goldene Säule zwischen zwei silbern-schwarz und schwarz-silbern geteilten Büffelhörnern. Die Helmdecken sind schwarz-silbern.
Das ursprüngliche Wappenbild war ein so genanntes Waldkleeblatt, drei mit der Spitze zusammengesetzte Seeblätter. Die goldene Säule erscheint in jüngeren Wappenabbildungen nicht mehr.

### Gemeindewappen
Elemente aus dem Wappen der Familie von Nordeck zur Rabenau erscheinen noch heute in einigen hessischen Ortswappen.

Wappen der Gemeinde Rabenau
Wappen der Gemeinde Buseck

## Familienmitglieder
- Adalbert von Nordeck zur Rabenau (1817–1892), deutscher Reichstagsabgeordneter, Sohn des Georg Nordeck zur Rabenau (1777–1858)
- Adolph Eitel von Nordeck zur Rabenau (1614–1667), Deutschordensritter und Landkomtur der Ballei Hessen, Sohn des Johann Rupert von Nordeck zur Rabenau (1576–1623)
- Conrad Christoph Benedikt von Nordeck zur Rabenau (1713–1781), Gutsbesitzer und kurtrierischer/fuldaischer Kämmerer und Geheimrat
- Ferdinand von Nordeck zur Rabenau (1837–1892), hessischer Landtagsabgeordneter und Oberstleutnant, Sohn des:
- Friedrich von Nordeck zur Rabenau (1793–1863), hessischer Landtagsabgeordneter und Generalleutnant, Sohn des Hugo Nordeck zur Rabenau (1755–1832)
- Georg von Nordeck zur Rabenau (1777–1858), hessischer Landtagsabgeordneter und Oberst, Sohn des Leopold Nordeck zur Rabenau (1747–1809)
- Gottlieb von Nordeck zur Rabenau (1776–1846), hessischer Landtagsabgeordneter und Oberst, Sohn des Leopold Nordeck zur Rabenau (1747–1809)
- Hugo von Nordeck zur Rabenau (1755–1832), Offizier und Gutsbesitzer
- Karl von Nordeck zur Rabenau (1793–1862), hessischer Landtagsabgeordneter und Oberforstrat
- Leopold von Nordeck zur Rabenau (1747–1809), Oberst und Kammerjunker
- Wilhelm von Nordeck zur Rabenau (1798–1862), hessischer Landtagsabgeordneter und Forstmeister, Sohn des Hugo Nordeck zur Rabenau (1755–1832).

## Namensträger des nicht verwandten hessischen Adelsgeschlechtsvon Nordeck
- Karl (Carl) Freiherr von Nordeck zu Nordeck (1793–1853), Burg Hemmerich bei Bornheim (Rheinland) nähe Bonn
- Hunold Freiherr von Nordeck zu Nordeck (1909–2004), Burg Hemmerich bei Bornheim (Rheinland) nähe Bonn und Ehefrau Anne-Marie (* 1930)
- Gisbert Rudolf Freiherr von Nordeck zu Nordeck (*/† N.N.) verheiratet mit Andrea Bettina Bahlsen (1945–1998). Die Tochter von Werner Bahlsen war anerkannte Araber-Pferdezüchterin in Oberuzwil (SG) bei St. Gallen in der Schweiz und eine der drei Erben des nunmehr aufgeteilten Bahlsen-Konzerns. Ihre drei Söhne Markus, Titus und Julius Freiherren von Nordeck zu Nordeck, kontrollieren als Schweizer Staatsbürger die v. Nordeck International Holding AG in Glauris (Schweiz)[2][3][4].